# Niginho
Leonízio Fantoni surnommé Niginho (né le 12 février 1912 à Belo Horizonte au Brésil et mort le 5 septembre 1975 dans la même ville) était un footballeur brésilien.

## Biographie

### Club
Niginho a joué la plupart de sa carrière à Cruzeiro, où il finit meilleur buteur du club pour l'époque avec 207 buts en 272 matchs.
Il passe également par l'Atlético Mineiro, Palmeiras à Vasco da Gama, et en Italie (son pays d'origine) à la Lazio de Rome, avec qui il joue de 1932 à 1935. 
Il remporte 7 championnats du Minas Gerais (1928, 1929, 1930, 1940, 1943, 1944, 1945) et un championnat pauliste (1936).

### International
Il est convoqué pour jouer en international la coupe du monde 1938 mais ne joue aucun match.